# I giorni dell'amore e dell'odio
I giorni dell'amore e dell'odio è un film del 2001 diretto da Claver Salizzato.

## Trama
La storia di due fratelli Wolfgang e Helberg uno arruolato con gli Italiani e l'altro arruolato con i Tedeschi, durante l'armistizio dell'8 settembre 1943 a Cefalonia dove la Divisione Acqui rifiutò di arrendersi ai tedeschi.